# Gilbert Karolák
Gilbert Karolák (* 6. listopadu 1953, Karviná) je bývalý český hokejový obránce.

## Hokejová kariéra
V československé lize hrál za TJ Gottwaldov. Odehrál 3 ligové sezóny, nastoupil v 68 ligových utkáních, dal 7 gólů a měl 4 asistence. V nižších soutěžích hrál i za TJ Meochema Přerov a Baník Hodonín.

## Klubové statistiky
| 1978/1979 | TJ Gottwaldov      | 1. liga | 42 | 6 | 3 | 9 | -  |
| 1979/1980 | TJ Gottwaldov      | 2. liga | -  | - | - | - | -  |
| 1980/1981 | TJ Gottwaldov      | 1. liga | 17 | 1 | 1 | 2 | 14 |
| 1981/1982 | TJ Gottwaldov      | 1. liga | 9  | 0 | 0 | 0 | 0  |
| 1982/1983 | TJ Meochema Přerov | 2. liga | -  | 7 | - | - | -  |
| 1983/1984 | TJ Meochema Přerov | 2. liga | -  | 7 | - | - | -  |
| 1988/1988 | Baník Hodnín       | 3. liga | -  | - | - | - | -  |